# La Garnison immortelle
Pour plus de détails, voir Fiche technique et Distribution.
La Garnison immortelle (en russe : Бессмертный гарнизон) est un film soviétique en noir et blanc réalisé par Édouard Tissé et Zakhar Agranenko aux studios Mosfilm en 1956. L'histoire est située dans les premiers jours de la Grande Guerre patriotique. Le film a reçu le diplôme d'honneur au Festival de Venise la même année.

## Synopsis
Les événements se déroulent dans la forteresse de Brest-Litovsk lors de la Seconde Guerre mondiale, au moment où les troupes allemandes envahirent l'Union soviétique, au mois de juin 1941. Au début, le film montre le quotidien des habitants de la garnison, les militaires et leurs familles. Tous font les projets d'avenir et essayent de faire abstraction de ce qu'ils perçoivent comme la provocation des allemands. Mais, un jour, les premiers obus atteignent la forteresse, puis l'assaut commence. Personne n'est au courant du fait que la ligne du front recule. Tous restent sur leurs positions et combattent, en attendant le renfort qui ne viendra jamais, jusqu'à ce que la situation devient désespérée.

## Critique
Ce film soviétique met en scène peut-être pour la première fois des Russes, non seulement des Allemands, qui voient leur défenses submergées et qui meurent à l'agonie, montrant ainsi le prix élevé de la victoire soviétique et l'immense angoisse de sa population.
La conception du film est assez primitive. Les personnages manquent de profondeur et d'individualité. Le héros ne s'arrête jamais pour se demander pourquoi l'armée a été laissée dans un tel désarroi. Mais dans sa représentation de la guerre comme une intrusion cauchemardesque et violente dans l'intimité chaleureuse des familles, détruisant impitoyablement les quelques îlots de bonheur restants, la Garnison immortelle ouvre la voie aux grands films de guerre de 1957 et 1958, tels Les Soldats, Quand passent les cigognes et La Maison où j'habite.

## Fiche technique
- Production : Mosfilm
- Réalisation : Édouard Tissé, Zakhar Agranenko
- Scénario : Constantin Simonov
- Caméraman : Grigori Eisenberg
- Décors : Abram Freidin
- Musique : Veniamine Basner
- Ingénieur du son : Veniamin Kirschenbaum
- Genre : Film de guerre, Drame
- Durée : 90 min.
- Pays : Russie/URSS
- Sortie : 21 juin 1956

## Distribution
- Nikolaï Krioutchkov - Koukharkov
- Vladimir Yemelianov (ru) - Kondratiev
- Valentina Serova - Marina Nikolaïevna
- Vassili Makarov - Batourine
- Anatoli Tchemodourov (ru) - Roudenko
- Antonina Bogdanova (ru) - Anna Pavlovna
- Lidia Soukharevskaïa (ru) - Alexandra Petrovna
- Guennadi Saïfouline (ru) - Kolia Batourine
- Felix Yavorski (ru) - Gogolev
- Evgueni Teterine (ru) - soldat allemand
- Youri Averine - général allemand
- Leonid Tchoubarov (ru) - garde frontière
- Vladimir Monakhov (ru)
- Arkadi Vovsi (ru)